# 奥尔多·利奥波德
奥尔多·利奥波德（英語：Aldo Leopold，1887年1月11日—1948年4月21日），美国生态学家、林务官和环境保护主义者。利奥波德，在现代环境伦理的发展与荒野保育运动中都有着相当的影响，曾於威斯康辛大學任教，《沙乡年鉴》即是他的著作，至今已銷售超過200萬本。利奥波德被视作美国的野生生物管理之父和一名终身的渔夫和猎人，對於當今環境倫理學的發展及荒野保護運動有著很深的影響力，認為瞭解生物多樣性及生態是野生動物管理的基礎，此外於晚年著作《沙乡年鉴》的土地倫理一章當中，也更強調了我們人類與土地及野生動物間的倫理關係。利奥波德因扑救邻居农场上的灌木丛火灾时心脏病发作而死于1948年。

## 生活与工作
奥尔多·利奥波德於西元1887年1月11日出生在愛荷華州伯灵顿。其父親卡爾·利奧波德是做核桃木桌的商人，卡爾常帶著孩子在樹林旅行，並教他的大兒子利奥波德木工和狩獵，利奥波德的成长也因此与野外生活有着密切的联系。小时候，利奥波德一家去密歇根州的莱锡奥群岛避暑，其中马凯特岛上的一个奥尔多·利奥波德保护区成为了他对野外生活热爱之纪念。利奥波德從小便展現自己敏銳的觀察天賦，喜歡花上數小時在家附近作鳥類的技術和分類。利奥波德进入坐落于紐澤西州劳伦斯威尔（英語：Lawrenceville）、享有很高声望的劳伦斯威尔中学，随后又继续升入耶鲁大学林学院。1909年，他获得了林学硕士学位。利奥波德从生态学、美学与神秘感，以及资源等角度逐渐产生了对自然的欣赏。从此以后，他的职业生涯就围绕着林学、生态学与写作展开了。
利奥波德在美国联邦林业局供职18年，其间在美国西南部（新墨西哥州和亚利桑那州）工作，直至1924年调往威斯康辛州麦迪逊市的林业生产实验室（英語：Forest Products Lab）。1928年，他离开林业局，开始承揽合同独立工作。他主要在美国各处从事野生生物与猎物的考察。
1933年，利奥波德受聘为威斯康辛大學麥迪遜分校农业经济学系（英語：Agricultural Economics Department）猎物管理专业的教授（英語：Professor of Game Management）。他与其妻孩共住于校园附近的一幢普通的双层住宅内，任教直到逝世。今天，他的住所是麦迪逊市一处公认的地标。他的一个儿子魯納（Luna）后来成了著名水文学家和加州大学伯克利分校的地质学教授。另一个儿子史塔克（A. Starker Leopold）是一位知名的野生生物学家，同样是加州大学伯克利分校的教授。
作为保育野生生物和荒野地区的提倡者，利奥波德于1935年成为了荒野协会的创始人之一。为纪念他而承其名的奥尔多·利奥波德荒野地处新墨西哥州吉拉国家森林（英語：Gila National Forest）。利奥波德在努力使吉拉作为荒野地区管理的提议中发挥了作用。最终，1924年，美国政府指定吉拉国家森林为首块荒野地区。利奥波德荒野和吉拉国家森林常常一起被看作是遍及全美的现代荒野保育运动的起点。
他的自然写作以朴素直接而闻名。他对各种他曾生活或了解过多年的自然环境的描绘，从中展现出的对存在并发生于自然中的东西的熟悉令人印象深刻。利奥波德对他认为所频繁施加给自然系统（例如土地）的、缺乏文化或社会对土地基础的完全所有权意识的伤害（这遮蔽了对人类所归属的生命共同体的一切感受）提出坦率的批评。他觉得，如今由“机械化”而产生的安全与繁荣给人们带来了思考自然之宝贵和多了解其中之事的时间。可是，他还写道，“从理论上说，农业机械化应当解除了农民的锁链，然而，是否真正如此，还是值得怀疑的。”

## 著作

### 狩獵管理
1933年出版的《狩獵管理》（Game Management）為利奥波德早年的作品，說明野地應適度開放，將打獵是為一正當的休閒娛樂，認為此運動可促進野地平衡。

### 沙乡年鉴
在利奥波德死后不久，1949年出版的《沙乡年鉴》一书有数百万的读者，改变了环境运动，促成生态学成为一门科学。同样地，伴随着首个世界地球日，荒野协会和利奥波德的工作也是环境运动的重要先驱。
此書是自然历史、以文写景与哲学的结合。利奥波德早年於生物調查局工作，且十分崇拜吉福·平肖，晚年則反省此段保育的過程，因而著《沙乡年鉴》，此內容與早期作品（如:《狩獵管理》）思想相反。也许最使它著名、且定义了他的土地伦理（英語：The land ethic）的是下列引文：“当一个事物有助于保育生物共同体的和谐、稳定和美丽的时候，它就是正确的，当它走向反面时，就是错误的。”說明土地為生命能量的泉源，是一切自然的存在，且土地為一生命共同體，每一生命皆是密不可分的，因此人類並非主人。营养级的概念是“像山那样思考”一节提出的，在其中利奥波德意识到，杀死一只掠食动物——狼，会对生态系统的其余部分产生重大的牵连影响。
聖經內亞伯拉罕上帝將土地賜予人類的故事，進而影響了西方世界對於土地的使用態度，《沙乡年鉴》內容即說明現代人將土地視為奴隸，土地必須為我們付出（此根據奧狄賽殺女僕的故事）的普遍現象，早期認為倫理僅限於人與人間的關係，而利奥波德則呼籲大家必須將倫理提升至非人的境界。

#### 觀念改變
1. 著名故事：生物調查局工作發現美國的狼群會捕獵鹿來做食物，為了保育鹿，調查局因此對郎展開捕獵行動，而早年於調查局工作的奧波德也加入獵狼行動，然而在一次捕獵行動中，獵到了一隻母狼，當利奧波德走進母狼時，發現母狼雙眼鏡閃爍著綠光，由此啟發他重新思考倫理。事實上並沒人能理解狼真正存在的意義，除非我們能如同山一樣的思考（如同山依樣長時間對自然的理解，而非以人類短淺的眼光看待自然）。
2. 倫理：由人到非人的概念。
3. 土地：土地倫理中的「土地」並非僅指泥土，而是所有自然觀念的組成(但並未包含風、雲、雪、語...等自然現象)土地為生物共同體（英語：Biotic community），所有自然物皆為土地的成員，因此人類並非土地的主人，人類只是土地的一員，所以人無權高高在上，以主人自居，亦不該令土地為己效勞，我們必須尊敬土地本身與其他成員。
4. 土地倫理的概念：歸納土地倫理的原則，當一件事趨於保存土地的穩定、整體與美麗，而此便是件正確的事；反之則是錯誤的事。[2]

## 资源保育
《沙乡年鉴》的一章“土地伦理”中，利奥波德在“生态学意识”的小节深入探究了资源保育。他写道：“资源保育是人和土地之间和谐一致的一种表现。”利奥波德觉得，通常认为需要更多的资源保育教育，然而其分量和内容值得讨论。
在利奥波德写作的时候（20世纪40年代后期），他似乎可将当时课程内容的指导方针概括为：“遵纪守法；行使投票权利；参加某些组织，并在你自己的土地上来进行实践，以证明资源保护是有利可图的。其余的事情则由政府来做。”他对这种“方案”深感不满。对他来说，这看来似乎对自利有用处，却并不能解决伦理问题。
这样的事实使他得出结论：在缺乏觉悟的情况下，义务是没有任何意义的，并且我们所面临的问题是要把社会觉悟从人延伸到土地。同时他写道，他相信，由于没有哲学和宗教上的好处，而使资源保育被简单化了。
利奥波德举出了威斯康辛州西南部的表层土正向海洋流失的问题中的一个例子来引起注意，希望能在应对教育上的挑战的同时也解决伦理问题。1933年，政府给将在5年内都采用补救措施的农场主们提供协助，这被广泛地接受了。五年期限一满，农场主们继续使用的仅仅是那些能使他们获得经济收益的措施，而忽视了那些对社区有益的措施。于是，1937年，威斯康星州立法机关通过了土壤保护区法令（英語：Soil Conservation District Law），允许农场主们自己制订土地使用规则。即便有另外的免费技术服务的激励以及可得到的专业机器的贷款，有益社区的规则仍旧被无视，就像什么规则也没制订过一样。确实有一些小小的进步，但还不足以应对相关的问题。

## 注解
1. ↑  Leopold, A. A Sand County Almanac (1970 ed.) p. 262 "Theoretically, the mechanization of farming ought to cut the farmer's chains, but whether it really does is debatable."
2. 1 2  Leopold. . 1970: 262. A thing is right when it tends to preserve the integrity, stability, and beauty of the biotic community. It is wrong when it tends otherwise.
3. ↑  Leopold, Aldo. . Eco-action.org. 2023-09-12  [2023-09-13]. （原始内容存档于2009-01-04） （fr-FR）.